# Канада на зимних Олимпийских играх 1988
Канада принимала участие в зимних Олимпийских играх 1988, и заняла 13-е место в общекомандном зачёте.

## Медалисты
| Медаль  | Спортсмен                    | Вид спорта       | Дисциплина                |
| ------- | ---------------------------- | ---------------- | ------------------------- |
| Серебро | Брайан Орсер                 | Фигурное катание | Мужчины                   |
| Серебро | Элизабет Мэнли               | Фигурное катание | Женщины                   |
| Бронза  | Карен Перси                  | Горные лыжи      | Женщины, скоростной спуск |
| Бронза  | Карен Перси                  | Горные лыжи      | Женщины, супергигант      |
| Бронза  | Треси Вильсон Роберт МакКалл | Фигурное катание | Танцевальные пары         |